# Князевка (Томская область)
Князевка — деревня в Молчановском районе Томской области, Россия. Входит в состав Тунгусовского сельского поселения.

## История
Основана в 1903 г. В 1926 году состояла из 39 хозяйств, основное население — белоруссы. В составе Колбинского сельсовета Молчановского района Томского округа Сибирского края.

## Население
| 1926 | 2002 | 2008 | 2010 | 2012 | 2013 | 2014 |
| ---- | ---- | ---- | ---- | ---- | ---- | ---- |
| 193  | ↘7   | ↘3   | ↗5   | ↘4   | →4   | →4   |
| 2015 | 2021 |      |      |      |      |      |
| →4   | ↘0   |      |      |      |      |      |